# 長興郡
長興郡（：／ Jangheung gun */?），是大韓民國全羅南道南部的一個郡，位於長興半島東半部，東臨寶城灣，耽津江流經。面積617.96方公里，2009年人口43,051人。下分3邑、7面。高麗仁宗時始稱長興，1895年升為郡。

## 姐妹城市
- 中华人民共和国浙江省海鹽縣
- 大韓民國首爾銅雀區、釜山影島區、京畿道城南市盆唐區